# Jelena Abramowna Fatalibekowa
Jelena Abramowna Fatalibekowa (russisch Елена Абрамовна Фаталибекова, beim Weltschachbund FIDE Elena Fatalibekova; * 4. Oktober 1947 in Moskau) ist eine russische Schachspielerin.

## Leben
Schach lernte sie von ihrer Mutter, Olga Rubzowa, die von 1956 bis 1958 Schachweltmeisterin war.
Aufgrund ihrer internationalen Erfolge erhielt Jelena Fatalibekowa 1977 von der FIDE den Titel Frauengroßmeisterin.

## Schach
Erste internationale Erfolge erzielte sie in den 1970er Jahren: Sie erreichte einen zweiten Platz in Tiflis (1970) und gewann ein Turnier in Tscheljabinsk (1971) und 1974 die Sowjetische Meisterschaft der Frauen.
Sie gelangte schnell an die Weltspitze mit einem Sieg im Interzonenturnier der Frauen 1976 in Tiflis, bezwang in den Kandidatenwettkämpfen Walentina Koslowskaja 1977 in Sotschi und spielte im Halbfinale gegen Alla Kuschnir.
In den folgenden Jahren spielte sie noch zweimal in Interzonenturnieren der Frauen: 1979 in Alicante (Platz 6) und im Interzonenturnier der Frauen 1982 in Bad Kissingen, das Nona Gaprindaschwili gewann.
Fatalibekowa nahm mit der russischen B-Auswahl an der Schacholympiade 1994 der Frauen in Moskau teil. Die sowjetische Vereinsmeisterschaft gewann sie 1971 und 1974 am Frauenbrett von Burewestnik spielend.

## Seniorenturniere

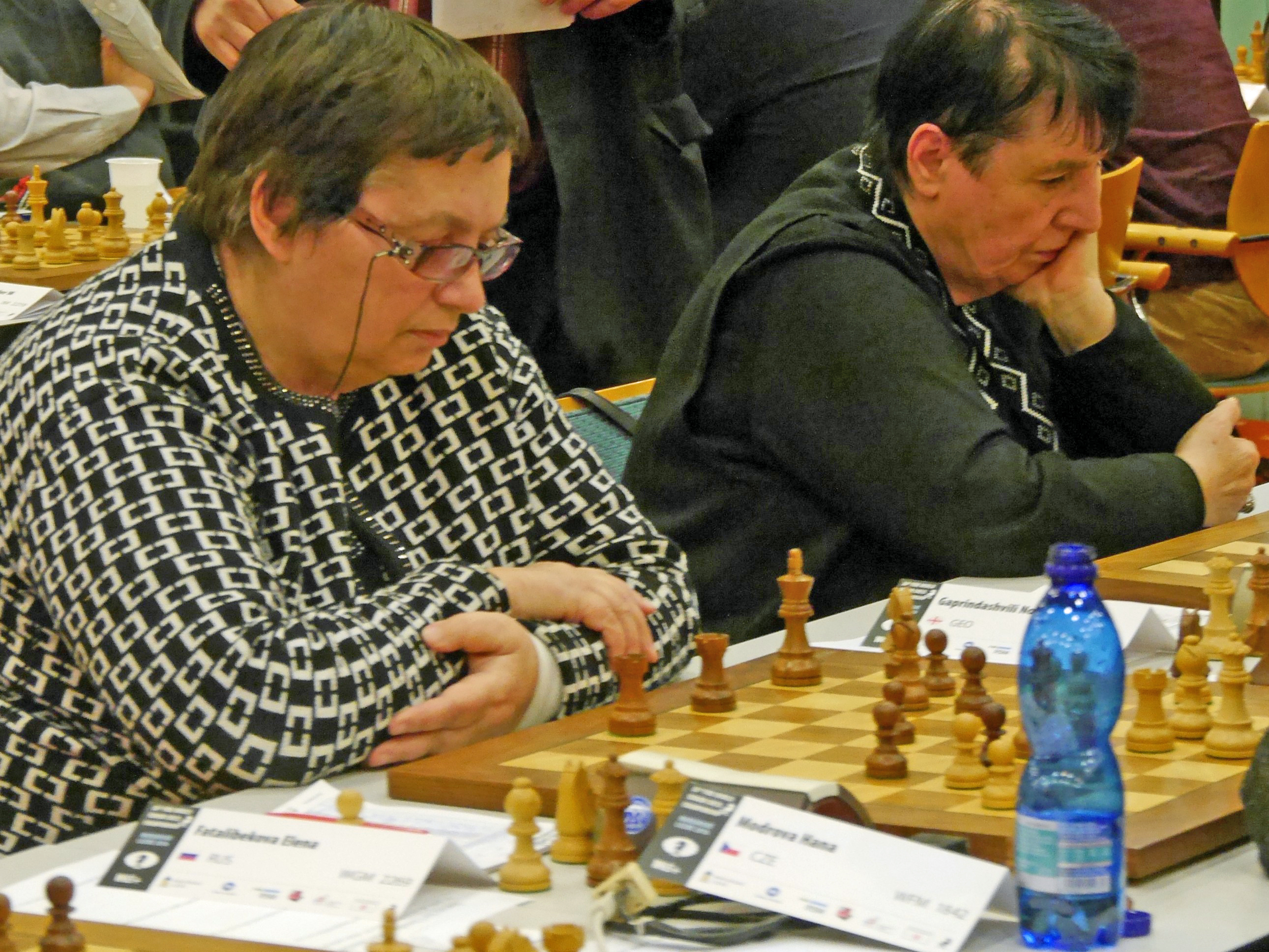
Fatalibekowa und Gaprindaschwili, Weltmeisterschaft 2016 in Marienbad

Bei der Seniorenweltmeisterschaft im Schach erzielte sie hervorragende Ergebnisse. Sie spielte bei sämtlichen Weltmeisterschaften der Jahre 2000 bis 2016 mit.
Sie errang dreimal den Titel Seniorenweltmeisterin: 2000 in Rowy, 2001 in Arco und 2004 in Halle.
2009 belegte sie den zweiten Platz hinter Nona Gaprindaschwili. Bei der Seniorenweltmeisterschaft 65+ der Frauen 2016 in Marienbad wurde sie ebenfalls Zweite hinter Gaprindaschwili.
Zweimal gewann sie die Senioren-Europameisterschaft der Frauen: 2007 in Hockenheim und 2008 in Davos.